# Wilbur Ross
Wilbur Louis Ross Jr. (nasceu a 28 de novembro de 1937) é um investidor e empresário americano que atuou, de 2017 a 2021, como o 39º secretário de comércio dos Estados Unidos. Membro do Partido Republicano, Ross foi anteriormente presidente e diretor executivo (CEO) da WL Ross & Co de 2000 a 2017.
Antes de fundar a WL Ross & Co, Ross dirigiu a prática de reestruturação de falências na NM Rothschild & Sons em Nova York no início dos anos 1970. Em abril de 2000, Ross deixou Rothschild para fundar WL Ross & Co. Ross era um banqueiro conhecido por adquirir e reestruturar empresas falidas em setores como aço, carvão, telecomunicações e têxteis, mais tarde vendendo-as com lucro após a melhoria das operações, um recorde que lhe valeu o apelido de "Rei da Falência". Ross foi presidente e diretor principal de mais de 100 empresas, que operam em mais de 20 países diferentes.
Indicado pela Bloomberg Markets como uma das 50 pessoas mais influentes nas finanças globais, Ross foi anteriormente assessor do prefeito da cidade de Nova York Rudy Giuliani foi indicado pelo presidente Bill Clinton para o conselho do The US Russia Investment Fund.
A 30 de novembro de 2016, o então presidente eleito Donald Trump anunciou que nomearia Ross para se tornar o Secretário de Comércio dos EUA. A 27 de fevereiro de 2017, o Senado confirmou-o numa votação de 72–27. Ele foi empossado a 28 de fevereiro de 2017; aos 79 anos, sendo a mais velha pessoa a ser nomeada para o gabinete pela primeira vez na história dos Estados Unidos.

## Infância e Educação
Ross nasceu a 28 de novembro de 1937, em Weehawken, New Jersey, e cresceu na vizinha North Bergen, New Jersey. O seu pai, Wilbur Louis Ross, era um advogado, sendo que mais tarde tornou-se juiz, e sua mãe, Agnes (nascida O'Neill), uma descendente de irlandeses, foi a oradora da Sacred Heart Academy em Hoboken e ensinou a terceira classe em North Bergen por 40 anos.
Ross estudou na Xavier High School, uma escola católica e uma escola preparatória para a faculdade em Manhattan. E era o capitão da equipe de rifle. Ele formou-se em 1955. Em 1959, ele recebeu o diploma de bacharel pelo Yale College, a alma mater de seu pai. Em Yale, Ross editou uma das revistas literárias e trabalhou na estação de rádio. O seu sonho era ser escritor. Ele matriculou-se num curso de inglês que exigia escrever mil palavras até as 10h todos os dias; depois de duas semanas, ele ficou sem coisas para escrever e desistiu do curso. O seu conselheiro docente em Yale ajudou-o a conseguir o seu primeiro emprego de verão em Wall Street. Em 1961, ele recebeu um diploma de Master of Business Administration na Harvard Business School.

## Património
Em fevereiro de 2017, a Forbes informou que Ross tem um patrimônio líquido de 2,5 bilhões de dólares. Os formulários de divulgação financeira preenchidos por Ross após sua nomeação como secretário de comércio mostraram menos de 700 milhões de dólares em ativos, e a Forbes posteriormente revisou seu patrimônio líquido para 600 milhões de dólares.

## Secretário de Comércio dos Estados Unidos (2017-presente)
A 30 de novembro de 2016, o então presidente eleito Donald Trump anunciou que indicaria Ross para secretário de comércio dos Estados Unidos. A 27 de fevereiro de 2017, o Senado confirmou Ross numa votação de 72–27. Ross tomou posse no dia 28 de fevereiro de 2017.
Ross assumiu o cargo aos 79 anos, tornando se assim a pessoa mais velha a ser nomeada para o gabinete pela primeira vez na história dos Estados Unidos. O detentor do recorde anterior foi Philip Klutznick, que assumiu o cargo com 72 anos de idade.[carece de fontes?]